# Toi Derricotte
Toi Derricotte, née Toinette Webster, le 12 avril 1941 à  Hamtramck dans l'État du Michigan, est une poète et professeur d'université afro-américaine, actuellement professeur émérite de littérature anglaise à l'université de Pittsburgh. Elle est avec Cornelius Eady (en) la cofondatrice de la Cave Canem Foundation (en).

## Biographie

### Jeunesse et formation
Toi Derricotte est la fille d'Antonia Baquet Webster, une créole originaire de la Louisiane exerçant la profession d'analyste système et de Benjamin Sweeney Webster, un employé de pompes funèbres. La vie de Toi est marquée par les décès, les maltraitances, la douleur et le racisme tout en étant élevée dans le milieu favorisé de la bourgeoisie afro-américaine. Après le divorce de ses parents, elle grandit à Detroit, passant beaucoup de temps dans l'entreprise de pompes funèbres de ses grands parents. Cette proximité de la mort marquera son inspiration poétique autant que son apparence équivoque qui pouvait aussi bien la faire passer pour blanche que pour noire. Après ses études secondaires à la Girls Catholic Central High School (en), elle est acceptée par l'université de Wayne State d'où elle sortira avec un Bachelor of Arts (licence) en 1965, elle obtiendra plus tard son Master of Arts (mastère 2) en littérature anglaise à l'université de New York en 1984,,,,,.

### Carrière
Après avoir occupé divers postes d'enseignante, elle commence sa carrière de professeur de manière significative à la Cummington Community and School of the Arts en 1986, puis à l'université Old Dominion de 1988 à 1990 en tant que maître-assistante, pour rejoindre après l'université George Mason de 1990 à 1991 pour enfin enseigner la littérature anglaise, comme professeur titulaire à l'université de Pittsburgh.

## Regards sur son œuvre
La poésie de Toi Derricotte est marquée par le vécu ambivalent et tragique d'une afro-américaine à la peau claire, confrontée au racisme américain. C'est de son vécu et des paroles insultantes, méprisantes, avilissantes, que Toi Derricotte, tire son inspiration qui lui permettra de la sauver de la haine, de la déréliction. Ses poèmes, comme son journal The Black Notebooks sont autant de témoignages sur l'exclusion, l'humanisme et sur la condition humaine jouet des apparences,.

### Engagements
En 1996, elle crée avec Cornelius Eady la fondation Cave Canem, vouée à la promotion de la culture afro-américaine.
En 2015, ils fondent le Toi Derricotte & Cornelius Eady Chapbook Prize,.

### Vie privée
En 1964, elle se marie avec C. Bruce Derricotte, ensemble, ils auront un enfant, Anthony.

## Œuvres

### Poésie
- The Empress Of The Death House, Detroit, Michigan, Lotus Press (réimpr. 1986, 1991) (1re éd. 1978), 60 p. (ISBN 9780916418120, lire en ligne),
- Natural Birth, 1er mai 1983 (réimpr. 1999, 2002), 92 p. (ISBN 9781563411205, lire en ligne),
- Captivity, Pittsburgh, Pennsylvanie, University of Pittsburgh Press, 15 novembre 1989 (réimpr. 1994, 1998, 2011), 92 p. (ISBN 9780822954224, lire en ligne),
- Tender, Pittsburgh, Pennsylvanie, University of Pittsburgh Press, 1er janvier 1997, 96 p. (ISBN 9780822956402, lire en ligne),
- The Undertaker's Daughter, Pittsburgh, Pennsylvanie, University of Pittsburgh Press, 1er janvier 2011, 108 p. (ISBN 9780822962007, lire en ligne)[17],[18],
- I : New & Selected Poems, University of Pittsburgh Press, 26 mars 2019, 320 p. (ISBN 978-0-8229-4566-6),

### Prose
- The Black Notebooks : An Interior Journey, New York, W. W. Norton Company, 1er octobre 1997 (réimpr. 1999), 208 p. (ISBN 9780393045444, lire en ligne)[19]

Traduction française :  Noire, la couleur de ma peau blanche : un voyage intérieur, Editions du Félin, 2000, 203 p. (ISBN 978-2-86645-380-0)

### Contributions
- (en) Barbara Smith (dir.) et al., Home Girls : A Black Feminist Anthology, Rutgers University Press, 2000 (réimpr. 2000) (1re éd. 1983), 404 p. (ISBN 978-0-8135-2753-6, lire en ligne)
- (en) Toi Derricotte, Cornelius Eady et Camille T. Dungy, Gathering Ground : A Reader Celebrating Cave Canem's First Decade, University of Michigan Press, 10 janvier 2006, 224 p. (ISBN 978-0-472-06924-8, lire en ligne),

## Prix et distinctions
- 1990 : boursière du National Endowment for the Arts[20].
- 1998 : lauréate du prix du livre Anisfield-Wolf[21],
- 1998 : lauréate du prix de poésie Paterson[2],
- 2004 : boursière de la Guggenheim Foundation[22],
- 2006 : boursière de la  Rockefeller Foundation,
- 2012 : lauréate du prix PEN / Voelcker[23],
- 2012 : elle est élue chancelière de l'Academy of American Poets en 2012, charge qu'elle occupera jusqu'en 2017[3],

## Pour approfondir

#### Notices dans des encyclopédies ou manuels de références
- (en-US) Phebe Davidson, Conversations with the World : American Women Poets and Thier Work, Pasadena, Californie, Trilogy Publications, 1er mars 1998, 272 p. (ISBN 9780962387999, lire en ligne), p. 37-61,
- (en-US) Emmanuel S. Nelson (dir.), African American Autobiographers : A Sourcebook, Westport, Connecticut, Greenwood Press, 1er janvier 2002, 419 p. (ISBN 9780313314094, lire en ligne), p. 90-94,
- (en-US) Emmanuel S. Nelson (dir.), The Greenwood Encyclopedia Of Multiethnic American Literature, vol. 2. D -- H, Westport, Connecticut, Greenwood Press, 30 octobre 2005, 1043 p. (ISBN 9780313330612, lire en ligne), p. 578-580. ,
- (en-US) Vincent F.A. Golphin (notice), Notable African American Writers, vol. 1, Pasadena, Californie, Salem Press, 1er mars 2006, 449 p. (ISBN 9781587652738, lire en ligne), p. 269-276,
- (en-US) Yolanda W. Page (dir.), Encyclopedia of African American Women Writers, 1, Adams-Kincaid, Westport, Connecticut, Greenwood Press, 30 janvier 2007, 351 p. (ISBN 9780313049071, lire en ligne), p. 151-154,
- (en-US) Wilfred D. Samuels, Encyclopedia of African-American Literature, New York, Facts on File, 19 novembre 2007, 633 p. (ISBN 9780816050734, lire en ligne), p. 136-137,
- (en-US) Grace Paley & Al Young (dir.), American Ethnic Writers, vol. 1. Ai - Lionel G. Garcia, Pasadena, Californie, Salem Press, 1er septembre 2008, 437 p. (ISBN 9781587654626, lire en ligne), p. 292-297,
- (en-US) Shari Dorantes Hatch (dir.), Encyclopedia of African-American Writing : Five Centuries of Contribution: Trials & Triumphs of Writers, Poets, Publications and Organizations, Amenia, New York, Grey House Publishing, 1er septembre 2008, 869 p. (ISBN 9781592372911, lire en ligne), p. 158,
- (en-US) Henry Louis Gates Jr. (dir.), African American National Biography, vol. 3, A-D, New York, Oxford University Press, USA, 15 mars 2013, 621 p. (ISBN 9780199920778, lire en ligne), p. 591-592. ,

#### Articles
- (en-US) Charles H. Rowell, « Beyond Our Lives: An Interview With Toi Derricotte », Callaloo, Vol. 14, No. 3,‎ été 1991, p. 654-664 (11 pages) (lire en ligne ),
- (en-US) Benjamin Demott, « Passing : A black poet and teacher chronicles life in a white world. », The New York Times,‎ 2 novembre 1997 (lire en ligne).
- The image and identity of the black woman in the poetry and prose of Toi Derricotte, par thèse soutenue par Miriam Dufer à la California State University, 2005,
- (en-US) Yusef Komunyakaa & Toi Derricotte, « Seeing and Re-Seeing: An Exchange between Yusef Komunyakaa and Toi Derricotte », Callaloo, Vol. 28, No. 3,‎ été 2005, p. 513-518 (6 pages) (lire en ligne ),
- (en-US) Terri Borchers, « Toi Derricotte's Language as Action: The Construction of Individual and Collective Identity », Women's Studies Quarterly, Vol. 35, No. 3/4,‎ hiver 2007, p. 184-198 (15 pages) (lire en ligne ),
- Eva Tansky Blum, Toi Derricotte Named Distinguished Daughters of Pennsylvania, par Eva Tansky pour le PittChronicle, 2009,
- “We Are Not Post-racial:” An Interview with Toi Derricotte, par Elizabeth Hoover pour le magazine "Sampsonia Way", 2010,
- Acclaimed poet Toi Derricotte closes the book on her harrowing childhood with The Undertaker's Daughter, par Bill O'Driscoll pour le "City Paper" de Pittsburgh, 2011,
- Shaping the World: An Interview with Toi Derricotte, par Misty pour "FemmeLitterate", 2016,
- National Book Foundation honors group that supports African American poetry, par Ron charles pour le Washington Post, 2016,
- (en-US) Claire Schwartz, « An Interview with Toi Derricotte », Transition, No. 124,‎ 2017, p. 157-175 (19 pages) (lire en ligne )
- (en-US) Jessica M. Brophy, « Toi Derricotte and the Psychology of the Sublime: An Interview », African American Review, Vol. 50, No. 3,‎ 2017, p. 251-257 (7 pages) (lire en ligne ),